# Ramal de Guia de Pacobaíba
| Streckenlänge: | 16 km                  |                                 |                                 |
| Spurweite: | 1676 mm (Kolonialspur) |                                 |                                 |
| |                        |                                 |                                 |
| \| \| \| Linha do Norte \| \| \| \| 0,0 \| Piabetá \| Piabetá \| \| \| \| Linha do Norte \| \| \| \| 14,0 \| Guia de Pacobaíba (vorher Mauá) \| Guia de Pacobaíba (vorher Mauá) \| |                        |                                 |                                 |
| Strecke |                        | Linha do Norte                  | Linha do Norte                  |
| Bahnhof | 0,0                    | Piabetá                         | Piabetá                         |
| Abzweig ehemals geradeaus und nach rechts |                        | Linha do Norte                  | Linha do Norte                  |
| Kopfbahnhof Streckenende (Strecke außer Betrieb) | 14,0                   | Guia de Pacobaíba (vorher Mauá) | Guia de Pacobaíba (vorher Mauá) |

Der Ramal de Guia de Pacobaíba ist eine Eisenbahnstrecke in Brasilien.

## Geschichte
Der Gleisanschluss von Guia de Pacabaíba (E.F. Mauá) wurde im Jahr 1854 eingeweiht und war der erste Schienenweg Brasiliens mit einer Spurbreite von 1676 mm. Er verband den Hafen von Mauá am Ende der Guanabara-Bucht mit Fragoso einer Station die ca. 14 km im Hinterland lag. Hier verkehrte die Baroneza, so nannte man die erste Dampflokomotive, die in Brasilien verkehrte.  Später im Jahr 1856 wurde die Schienenstrecke bis  Raiz da Serra verlängert und von hier aus sollte sie nach  Petrópolis geführt werden, was aber erst 30 Jahre später durch eine andere Firma realisiert wurde (E. F. Príncipe do Grão Pará). Im Jahr 1890 wurde die Strecke in die Estrada de Ferro Leopoldina übernommen und wurde von nun an lediglich als Gleisanschluss der Linha do Norte der Leopoldina gesehen. Am 19. Dezember 1962 wurde dieser Streckenteil stillgelegt.